# Gustaf Adolf Södrin
Gustaf Adolf Södrin, född 27 februari 1896 i Revsund, Jämtlands län, död där 9 januari 1979, var en svensk skulptör och ornamentbildhuggare. 
Han var son till smeden Anders Södrin och Karolina Barling och från 1926 gift med Ellin Kristina Andersson. Södrin studerade vid Nääs slöjdseminarium vid Nääs slott därefter bedrev han under flera år självstudier av kyrklig skulptural konst. Han specialiserade sig på ornamentskulpturer och renovering av äldre skulpturer och ornament utförda i trä. Han medverkade i restaureringen av ett 30-tal jämtländska kyrkor där han även utförde nyproduktion av nummertavlor, kandelabrar, kapitäl och skulpturer. Till Lockne kyrkas altarskåp utförde han ett omfattande kompletteringsarbete där han bland annat nytillverkade Aronsfiguren. Bland de kyrkor han utförde större arbeten märks Älvros, Oviken och Håsjö kyrkor. Hans övriga konst består av rundskulpturer och porträtt.